# Mojmír
Mojmír je mužské křestní jméno slovanského původu, jeho význam je vykládán jako „můj mír“. Podle českého kalendáře má svátek 10. února.
Ženská podoba tohoto jména je Mojmíra, v roce 2016 žilo v Česku 48 nositelek tohoto jména.

## Statistické údaje
Následující tabulka uvádí četnost jména v ČR a pořadí mezi mužskými jmény ve srovnání dvou roků, pro které jsou dostupné údaje MV ČR – lze z ní tedy vysledovat trend v užívání tohoto jména:
| Rok       | Četnost   | Pořadí      |
| 1999      | 3492      | 98.         |
| 2002      | 3411      | 98.         |
| Porovnání | o 81 méně | žádná změna |
| 2006      | 3213      | 109.        |

Změna procentního zastoupení tohoto jména mezi žijícími muži v ČR (tj. procentní změna se započítáním celkového úbytku mužů v ČR za sledované tři roky 1999-2002) je -1,6%.

## Známí nositelé jména
- Mojmír I. – první historicky známý velkomoravský kníže
- Mojmír II. – poslední kníže velkomoravský
- Mojmír Balling – český hudební skladatel a dirigent
- Mojmír Horyna – český kunsthistorik
- Mojmír Křetínský – český matematik a informatik
- Mojmír Maděrič – český herec
- Mojmír Trávníček – český literární kritik a editor
- Mojmír Povolný – český exilový politolog
- Mojmír Putna – soudce Nejvyššího soudu ČR
- Mojmír Volf - člen katedry Ústav nových technologií a aplikované informatiky (NTI)
- Mojmír Chytil - český fotbalista